# 巧家凤仙花
巧家凤仙花（学名：Impatiens vaniotiana）为凤仙花科凤仙花属的植物，是中国的特有植物。分布在中国大陆的云南等地，生长于海拔3,200米的地区，多生长于山地溪边，目前尚未由人工引种栽培。